# Anthophora submicans
Anthophora submicans är en biart som beskrevs av Gussakovsky 1935. Anthophora submicans ingår i släktet pälsbin, och familjen långtungebin. Inga underarter finns listade i Catalogue of Life.